# Flottenadmiral
Flottenadmiral ist ein Dienstgrad der Marine verschiedener Länder. Es handelt sich um einen herausgehobenen Rang (Dienstgrad) oder um eine Dienststellung, die mit einem erfahrenen Admiral besetzt ist, der das Kommando über größere Gruppen von Schiffen oder Flotten hat, bzw. manchmal über Gruppen von ganzen Flotten führt. Handelt es sich explizit um einen Dienstgrad, dem Äquivalent zu einem General of the Army oder Generalfeldmarschall der Heeresstreitkräfte, dann hängt die Bezeichnung dieses Ranges vom entsprechenden Land ab, darunter der Fleet Admiral, Admiral der Flotte, Admiral of the Navy oder Großadmiral.
Der Dienstgrad Flottenadmiral darf nicht mit dem im Rang wesentlich niedriger stehenden Flottillenadmiral verwechselt werden.

## Royal Navy

Rangabzeichen Admiral of the Fleet

Der Rang des Admiral of the Fleet (NATO-Rangcode OF-10) ist der höchste Rang in der Royal Navy
Der Rang wurde erstmals im 17. Jahrhundert verwendet und diente dazu, einen Offizier als Oberbefehlshaber der gesamten Marine zu benennen. Im 20. Jahrhundert wurde der Rang hauptsächlich an Offiziere vergeben, die außergewöhnliche Verdienste im Krieg oder in Friedenszeiten leisteten. Seit 1995 wird der Rang nur noch ehrenhalber und selten verliehen, da die modernen Streitkräfte weniger auf Ranghierarchien angewiesen sind. Der Titel wird in der Regel auf Lebenszeit verliehen. Der Rang ist heute in der Royal Navy in der Praxis inaktiv, bleibt aber formal bestehen. Bekannte Admirals of the Fleet waren unter anderem ab 1796 Richard Howe, 1905 John Fisher, 1914 John Jellicoe, 1919 David Beatty, 1939 Dudley Pound, 1940 Charles Forbes, 1943 Andrew Cunningham, 1945 James Fownes Somerville, 1956 Louis Mountbatten. Der Dienstgrad stammt noch aus den frühen Tagen der Royal Navy-Geschwader. Dabei wurde jedem Geschwader eine Farbe zugeteilt, Rot, Weiß oder Blau. Jedes farbige Geschwader hatte einen Admiral, der das Kommando über einen Vice Admiral und einen Rear Admiral hatte. Der Admiral of the Fleet war dabei der Kommandeur der gesamten Admirale und damit buchstäblich Admiral der Flotte. Zwischen 1795 und 1827 führte der Kommandeur der Royal Navy den Titel Admiral of the Fleet, einer Position, die später der Erste Seelord innehatte.

## United States Navy

Fleet Admiral der US Navy

In der US Navy der Vereinigten Staaten ist der Fleet Admiral der höchste Dienstgrad und das Äquivalent des Ranges General of the Army. Der Rang wurde 1944 eingeführt und wurde während des Zweiten Weltkriegs und danach von folgenden Personen geführt:
| Name              | Ernennung         |
| ----------------- | ----------------- |
| William D. Leahy  | 15. Dezember 1944 |
| Ernest J. King    | 17. Dezember 1944 |
| Chester W. Nimitz | 19. Dezember 1944 |
| William F. Halsey | 11. Dezember 1945 |

Zu beachten sind hier die exakt gewählten Zeitpunkte der ersten drei Ernennungen. Die Daten der Ernennung der äquivalenten Generals of the Army fanden jeweils am 16., 18., 20. und 21. Dezember 1944 statt. Dies geschah, um eine klare Anciennität bzw. Rangfolge unter diesen Offizieren vorzugeben.
Ein weiterer Anwärter zur Beförderung in den Rang eines Fleet Admiral war Admiral Raymond A. Spruance. Jedoch wurde diese Ernennung vom Abgeordneten Carl Vinson verhindert, welcher ein starker Befürworter Halseys war.
Seit dem Ende des Zweiten Weltkrieges wurden keine Offiziere mehr in den Rang befördert. Er ist jedoch immer noch auf den offiziellen Ranglisten der US Navy verzeichnet und könnte auf Beschluss des US-Kongresses wieder vergeben werden.
In ihrer Geschichte hatte die US Navy noch einen anderen Rang, den des „Admiral of the Navy“. Einziger Träger dieses Ranges war George Dewey (1837–1917).
Siehe auch
- Historische Rangordnung der höchsten Offiziere der Vereinigten Staaten

## Französische Marine
In Frankreich existierte bis ins 19. Jahrhundert der Titel Admiral von Frankreich für den Oberbefehlshaber der Flotte. Die dritte Republik (1870–1940) führte 1939 für François Darlan den Rang Amiral de la Flotte ein.
| Dienstgrad                                | Bemerkung                | Dienststellung         | Rangabzeichen |
| ----------------------------------------- | ------------------------ | ---------------------- | ------------- |
| Amiral de France (Admiral von Frankreich) | (zurzeit nicht vergeben) | Marineoberbefehlshaber |               |

## Volksmarine der Deutschen Demokratischen Republik

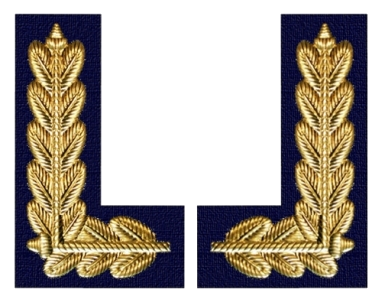
Arabesken
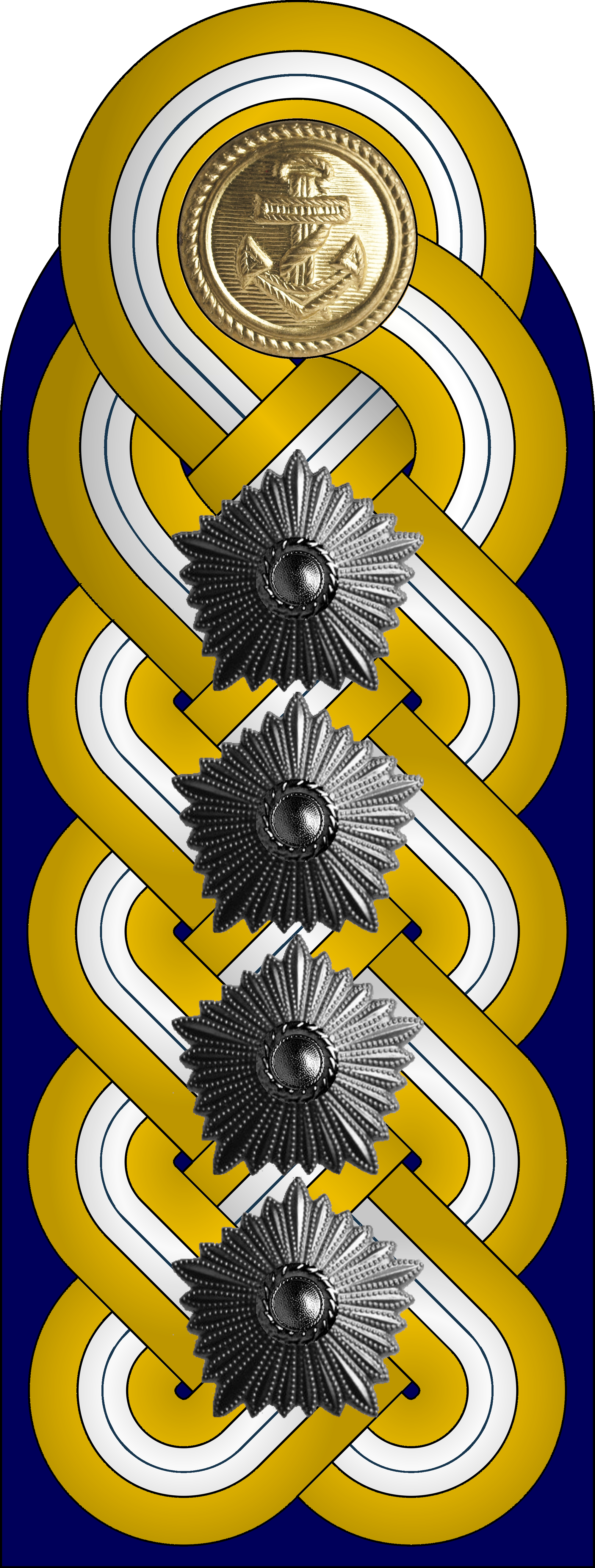
Schulterstück
Ärmelstreifen

- Schulterstück
- Ärmelstreifen

In Anlehnung der DDR Partei und Staatsführung an die deutsche Militärgeschichte, entsprachen Uniform und Rangabzeichen der Bewaffneten Organe der DDR weitgehend dem historischen Vorbild von Reichswehr und Reichsmarine der Weimarer Republik bzw. Wehrmacht. Dienstgrade, Dienststellungen und Rangbezeichnungen entsprachen aber auch zumindest teilweise sowjetischem Vorbild.
So wurde in der DDR Volksmarine, einer der vier Teilstreitkräfte der NVA, der Dienstgrad Flottenadmiral am 25. März 1982 eingeführt. Bei der Namenswahl setzte sich Flottenadmiral in Anlehnung an das Pendant der sowjetischen Marine (hier: Адмира́л фло́та / Admiral der Flotte) gegenüber dem früheren deutschen Rang-Bezeichnung Generaladmiral durch.
Dieser Admiralsrang war das Äquivalent zum Armeegeneral im Organisationsbereich MfNV und MfS und war an die Berufung in das betreffende Ministeramt gebunden. Ansonsten war der Flottenadmiral der Volksmarine vergleichbar dem Generaladmiralsrang der Kriegsmarine sowie dem Admiralsrang der Deutschen Marine und entsprach OF-9 gemäß NATO-Rangcode.
Vizeadmiral Theodor Hoffmann wurde im November 1989 als Nachfolger von Armeegeneral Heinz Keßler Minister für Nationale Verteidigung. Er lehnte eine Beförderung zum Flottenadmiral ab und wurde nur zum Admiral befördert.
| Dienstgrad         |                              |               |
| niedriger: Admiral | Flottenadmiral(Armeegeneral) | höher: keiner |

## Sowjetische Seekriegsflotte

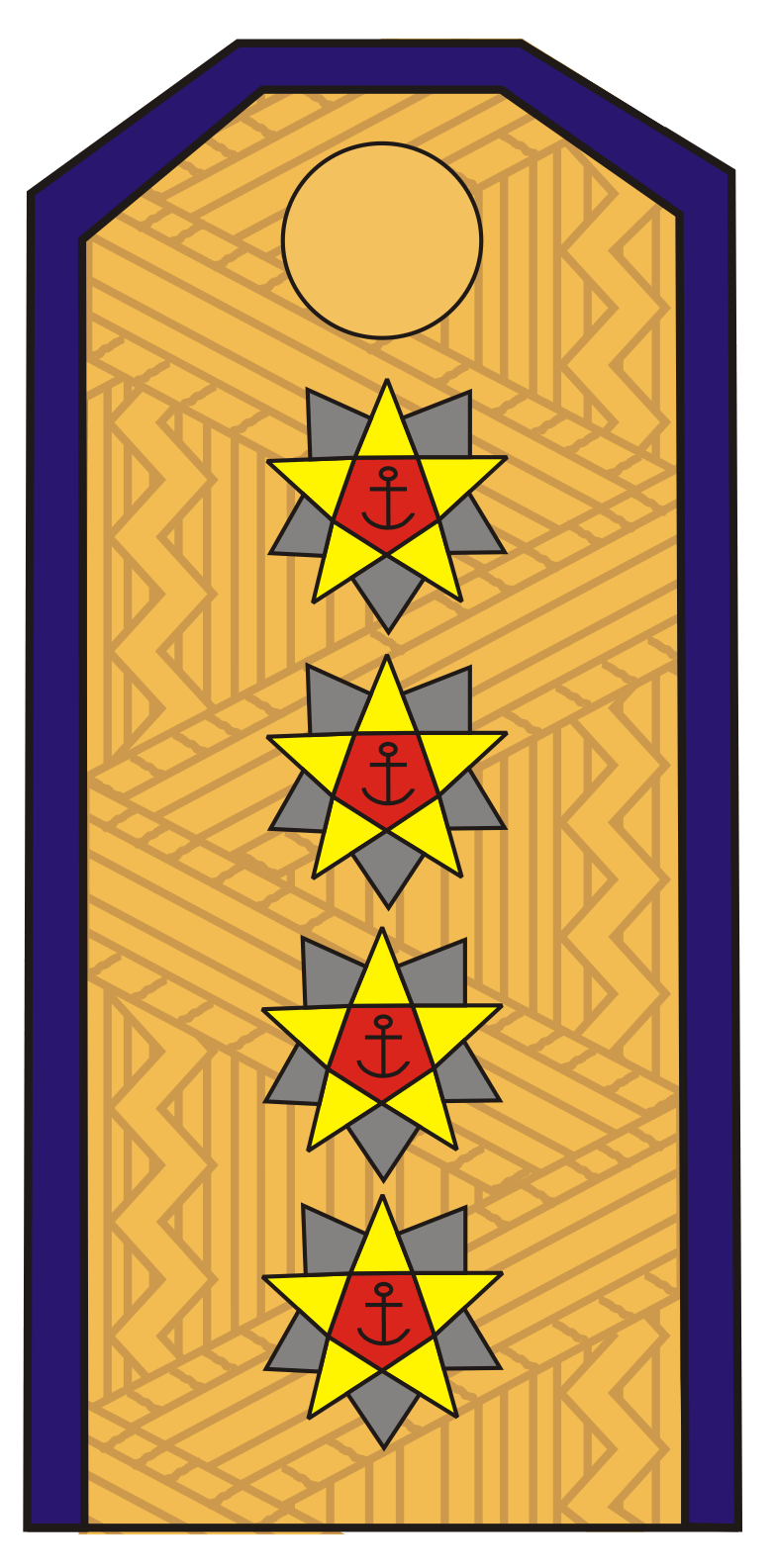
Dienstanzug 1943–1955
Paradeuniform 1943–1955
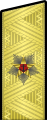
1962–1994

Ab 1962 wurde in der sowjetischen Seekriegsflotte mit dem Rang eines Flottenadmirals, auch Admiral der Flotte (ru: адмирал флота / admiral flota), ein entsprechendes Pendant zum Vier-Sterne-Armeegeneral geschaffen, der 1991 auch durch die russische Seekriegsflotte übernommen wurde.
Oft führte dieser Dienstgrad zu Verwechslungen mit dem Admiral der Flotte der Sowjetunion (ru: Адмирал Флота Советского Союза / Admiral Flota Sowjetskowo Sojusa), der im März 1955 als Äquivalent hingegen zum Marschall der Sowjetunion geschaffen wurde.
| Dienstgrad         |                |                                       |
| niedriger: Admiral | Flottenadmiral | höher: Flottenadmiral der Sowjetunion |

## Russische Seekriegsflotte
- Ärmelabzeichen
- Schulterstück
(bis 2010)
- Schulterstück
(nach 2013)

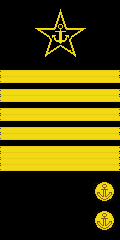
Ärmelabzeichen
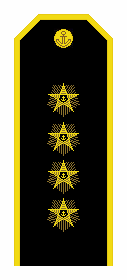
Schulterstück (bis 2010)
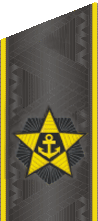
Schulterstück (nach 2013)

In der russischen Seekriegsflotte ist der höchste Admiralsdienstgrad der Flottenadmiral oder Admiral der Flotte (ru: адмирал флота / admiral flota), der dem NATO-Rangcode OF-9 entspricht.
| Dienstgrad         |                |               |
| niedriger: Admiral | Flottenadmiral | höher: keiner |

## Kroatische Marine
In der kroatischen Marine ist der Rang eines Flottenadmirals (Admiral Flote) 1993 an Sveto Letica vergeben worden.
Dieser Rang ist ausschließlich für Kriegszeiten vorgesehen.

## Verwendung in anderen Ländern
- Büyükamiral (Türkei)
- Gensui (Japanisches Kaiserreich)
- Mushir (Naher Osten)
- Jom Phon Ruea (Thailand)
- Wonsu (Südkorea)